# Ralf Fröhling
Ralf Fröhling (* 20. Februar 1944 in Greifswald; † 27. März 2019 in Zülpich) war  zwei Jahrzehnte lang Präsident des Weltdachverbandes des Motorbootsports, der Union Internationale Motonautique (UIM). Er lebte mit seiner Familie zuletzt in Zülpich.
Fröhling begann seine sportliche Karriere als Schüler mit Waldlauf und Leichtathletik, er wurde Kreismeister im Fünfkampf. 1963 stieg er mit einem gebrauchten Boot in den Rennsport ein, gewann einige Rennen, legte aber zwei Jahre später eine Pause ein. Sein Comeback startete Fröhling mit belgischer Lizenz, um an möglichst vielen internationalen Titelkämpfen teilnehmen zu können. Damals durften dort maximal die fünf Fahrer je Nation an den Start gehen. Fröhling fuhr in den Rennbootklassen OB und OC (Außenborder bis 350 cm³ bzw. 500 cm³). Zeitweise setzte er als erster deutscher Fahrer auf einen Yamato-Motor, der aber den üblichen König-Motoren unterlegen war. Sein größter Erfolg war ein dritter Platz bei einer Weltmeisterschaft der Klasse OC, als er sich nach 1974 endgültig aus dem aktiven Sport verabschiedete.
Mittlerweile hatte Fröhling die Ausbildung zum Bankkaufmann abgeschlossen und arbeitete als Handelsvertreter. Alex Basting, der damals nicht nur Präsident des Kölner Autbord Motoryacht Clubs, sondern auch des Deutschen Motoryachtverbandes war, und der ehemalige Rennfahrer Marco Feltgen, beide aus dem benachbarten Köln, nahmen Fröhling wegen dessen guter Sprachkenntnisse erstmals zu Sitzungen der UIM mit. Weil Feltgen sein Amt als Sportpräsident des Verbandes nicht verlängern wollte, überredeten sie Fröhling zur Kandidatur. In seine Amtszeit als Sportpräsident fällt z. B. die generelle Umbenennung der Bootsklassen, von dem für Zuschauer erklärungsbedürftigen Zwei-Buchstaben-Code beließ er nur den ersten Buchstaben für die Serie und setzte dahinter im Klartext die Hubraumobergrenze der Klasse. So wurde ab 1986 z. B. aus der offenen Rennbootklasse OB die O-350.
Fröhling wurde 1987 zum Gesamtpräsidenten gewählt und später mehrfach wiedergewählt. Erst 2007 trat er aus gesundheitlichen Gründen von dem Ehrenamt zurück. Im Hauptberuf hatte Fröhling gut 20 Jahre vorher den Verlag seines Vaters übernommen und vertrieb Spielzeug, überwiegend aus Holz. Dabei erfand er viele neue Spiele. Sein erster Erfolg unter dem Namen magic 13 war eine große Laufbahn mit gewelltem Boden für handelsübliche Bälle. Den ersten geistigen Entwurf Fröhlings dazu setzte ein alter Sportkollege und gelernter Tischler, Ekkehard Knape, ebenfalls aus Bergisch Gladbach, in die Tat um.